# Efferia stylata
Efferia stylata är en tvåvingeart som först beskrevs av Fabricius 1775.  Efferia stylata ingår i släktet Efferia och familjen rovflugor. Inga underarter finns listade i Catalogue of Life.